# Nicolaus Althoff
Johann Nicolaus Wilhelm Althoff (* 25. Juli 1752 in Kassel; † 11. Mai 1830 in Züschen, Fürstentum Waldeck) war ein deutscher Kommunalpolitiker und Mitglied der Landstände im Fürstentum Waldeck-Pyrmont.

## Leben
Nicolaus Althoff war der Sohn des Bäckermeisters Johann Daniel Althoff und dessen Ehefrau Anna Gertraud Koller. Nach seiner Schul- und Berufsausbildung leitete er in Züschen (Ortsteil von Fritzlar) ein adliges Gut, wurde hier in den Jahren 1828 bis 1830 als Landwirt selbständig tätig und betätigte sich in der Kommunalpolitik. Er war Angehöriger des Züschener Gemeinderates und – mit Unterbrechungen – von Herbst 1816 bis Herbst 1825 Bürgermeister. Ebenfalls mit Unterbrechungen nahm er in den Jahren 1816 bis Herbst 1825 ein Mandat als Mitglied der Landstände im Fürstentum Waldeck wahr. Hier bestanden seit jeher Landstände, während in Pyrmont dieses Gremium unbekannt war. So erließ der Fürst von Waldeck-Pyrmont im Jahre 1814 eine Verfassung (das Organisationsedikt), die ohne Mitwirkung der Stände bzw. des Volkes zustande kam. Mit dieser Verfassung setzte er – zunächst – die staatsrechtliche Vereinigung des Fürstentums Waldeck und der (ab 1807 als Fürstentum bezeichnete) Grafschaft Pyrmont durch. Diese aufgezwungene Verfassung stieß auf den Widerstand der Waldecker Stände, der letztlich dazu führte, dass der Fürst die Vereinigung von Waldeck und Pyrmont zurücknehmen musste. Sie wurde erst 1849 verwirklicht.